# Schmidt-Bleibtreu-Straße 49 (Mönchengladbach)

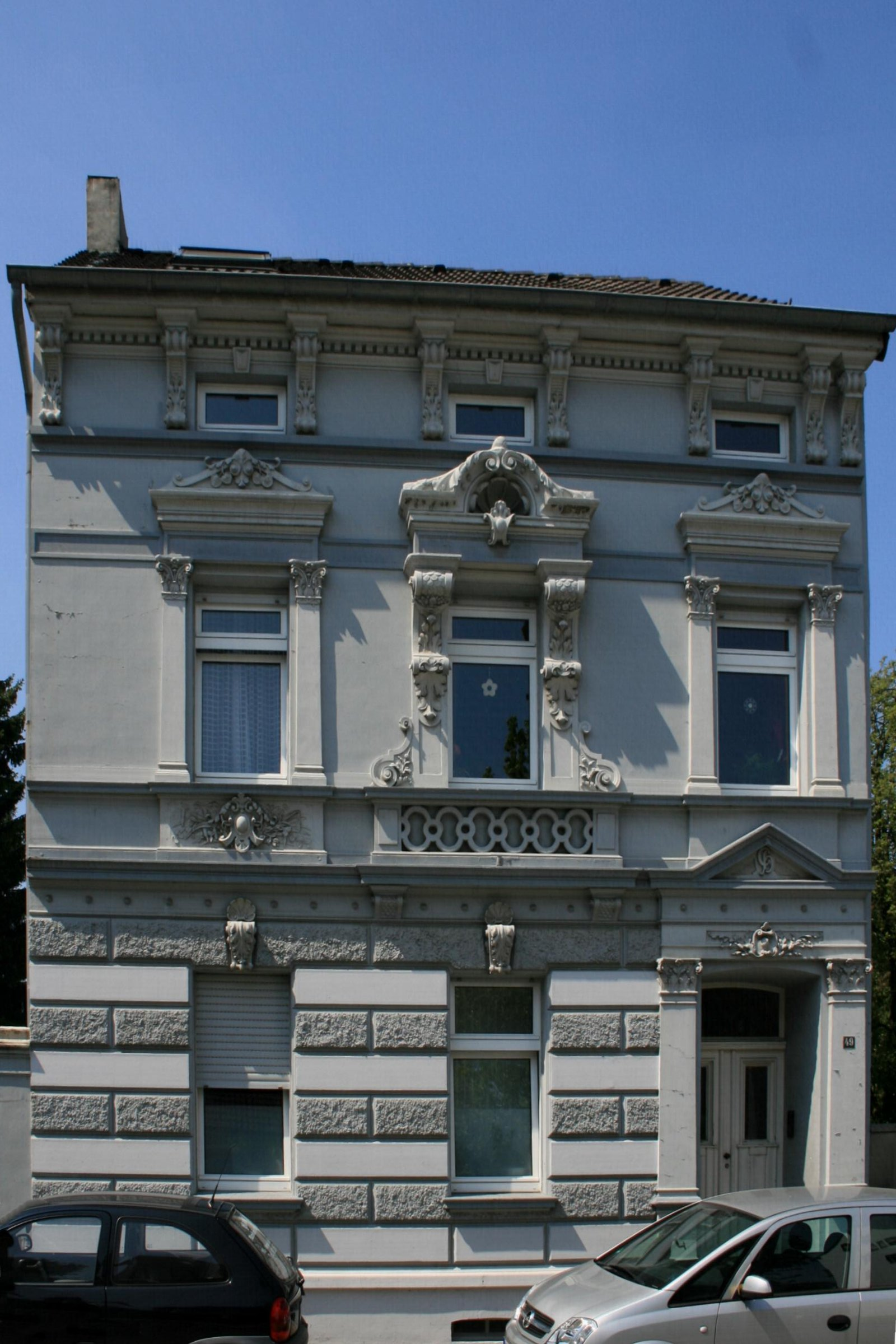
Wohnhaus

Das Wohnhaus Schmidt-Bleibtreu-Straße 49 steht im Stadtteil Odenkirchen in Mönchengladbach (Nordrhein-Westfalen).
Das Gebäude wurde um die Jahrhundertwende erbaut. Es ist unter Nr. S 024 am 15. Dezember 1987 in die Denkmalliste der Stadt Mönchengladbach eingetragen worden.

## Architektur
Die Schmidt-Bleibtreu-Straße liegt im Stadtteil Odenkirchen. Haus Nr. 49 liegt innerhalb einer gründerzeitliche Wohnhauszeile, die partiell von Nachkriegsbauten durchsetzt wird. Im Zusammenhang mit dem Altbestand der gegenüberliegenden Straßenseite übernimmt es als Teil eines Ensembles eine nicht unwesentliche stadtbildnerische Funktion. Es handelt sich um ein zweigeschossiges Dreifensterhaus mit breit ausgebildetem Drempel. Das um die Jahrhundertwende erbaute Haus schließt mit einem Satteldach ab. Das Objekt ist im Zusammenhang mit dem Altbestand der gegenüberliegenden Straßenseite und aus ortsgeschichtlichen uns architektonischen Gründen schützenswert.